# フォガッサ・ダ・フェイラ

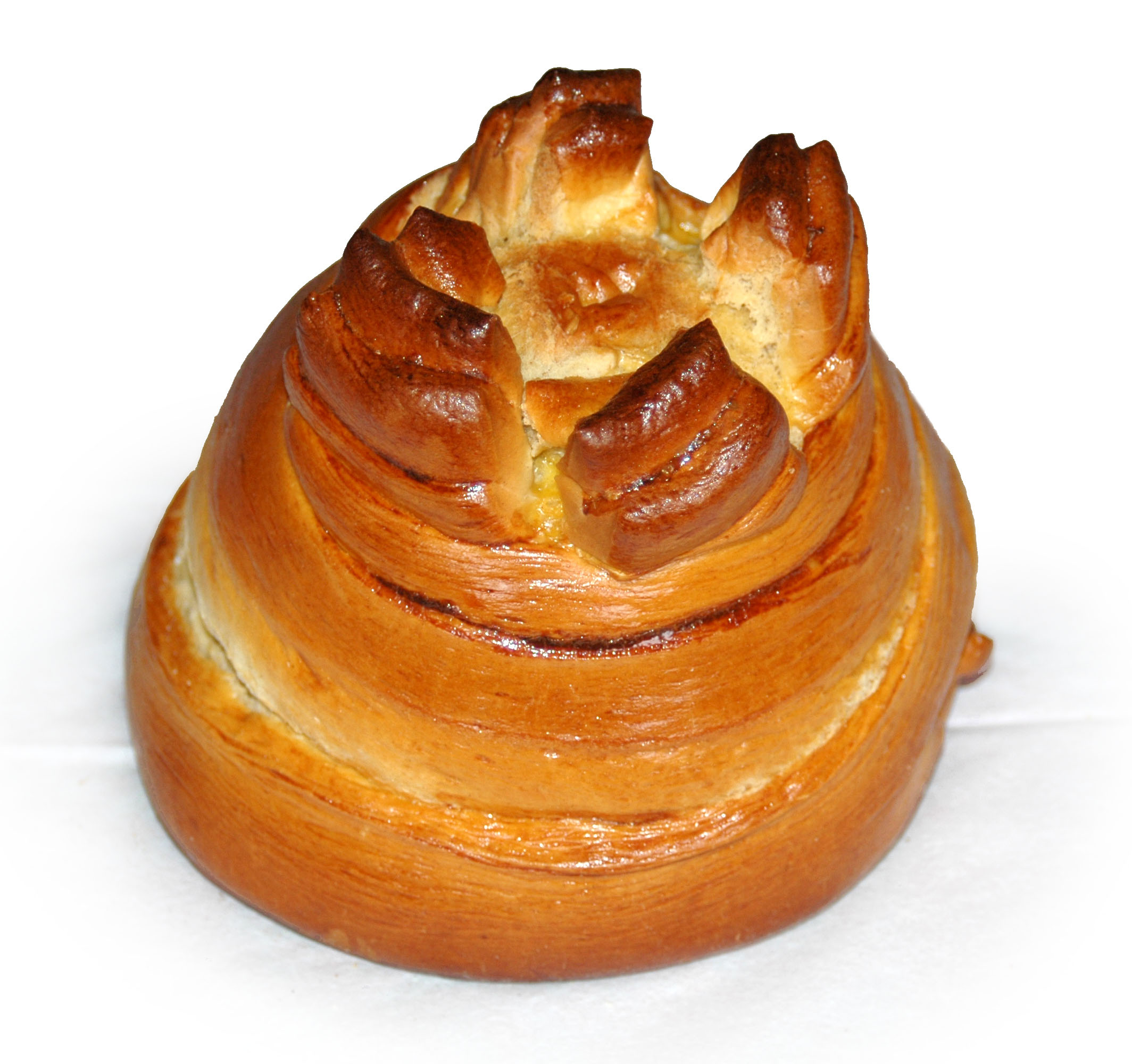
フォガッサ・ダ・フェイラ

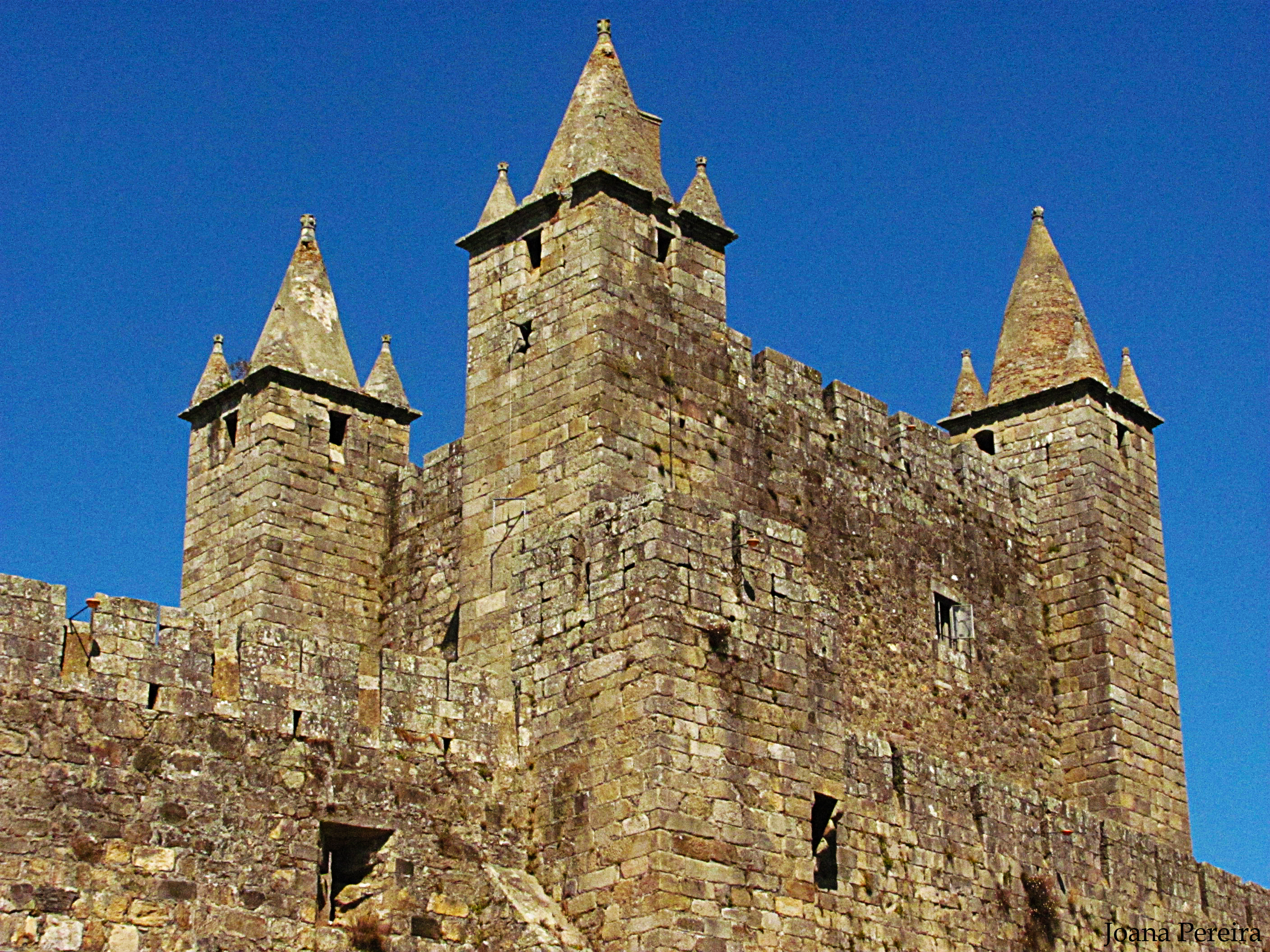
サンタ・マリア・ダ・フェイラ城

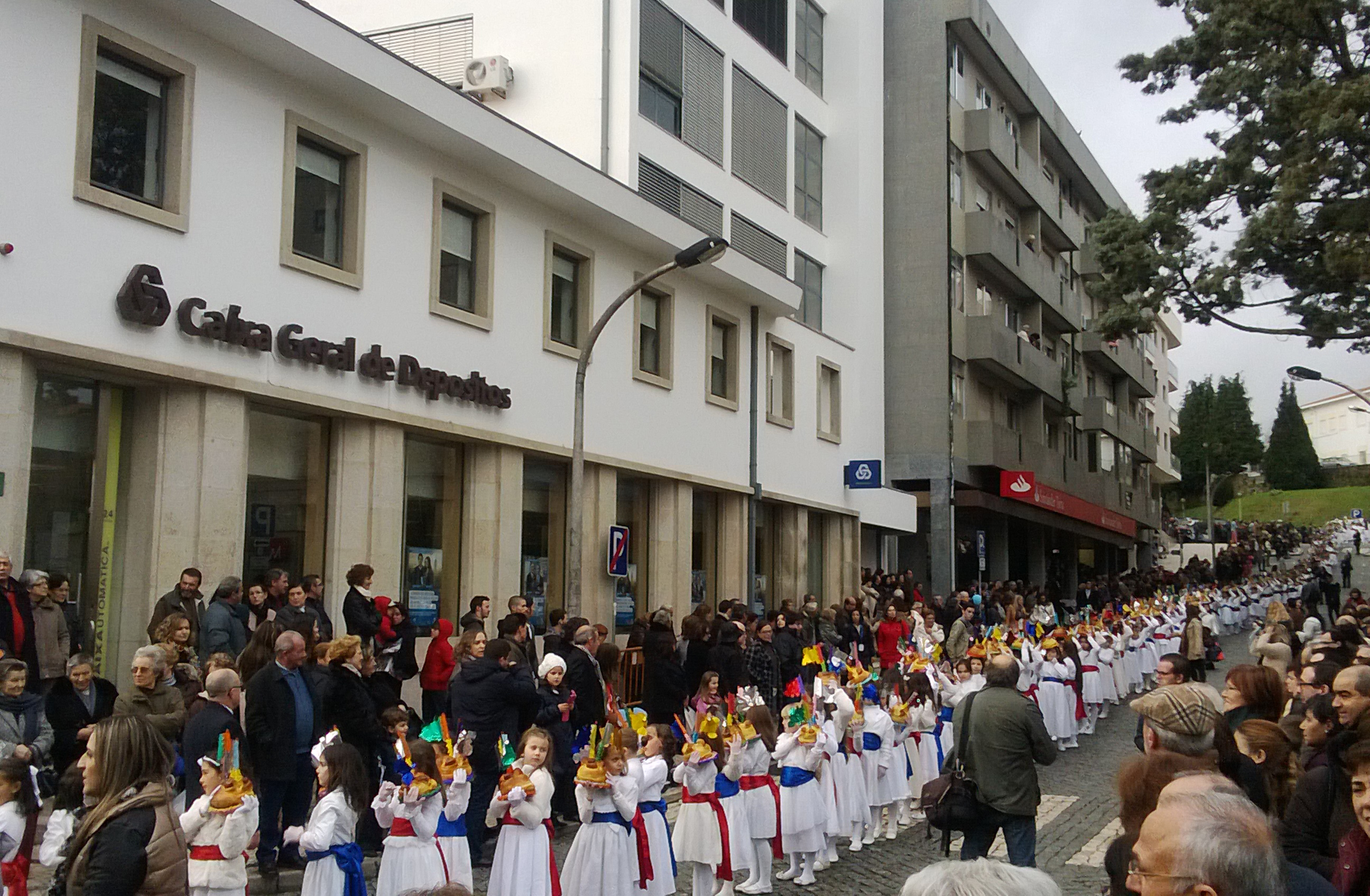
2014年のフォガセイラス祭り

フォガッサ・ダ・フェイラ（ポルトガル語: fogaça da Feira）はポルトガル北部のサンタ・マリア・ダ・フェイラの伝統的な菓子パン。
欧州連合における地理的表示および伝統的特産品の保護に指定されている。

## 概要
サンタ・マリア・ダ・フェイラで古くから作られている伝統的なパンである。小麦粉、鶏卵、バターで作られ、中はふわふわしている。砂糖、シナモン、レモンを入れるため、ほんのり甘い味となる。
サンタ・マリア・ダ・フェイラでは町中で販売されているが、他の地域ではあまり販売されていない。
アフォンソ2世 (ポルトガル王)が命じたことで作るようになったとも言われている。

## フォガセイラス祭り
1505年にこの地域をペストが襲った際、町の守護聖人である聖セバスティアヌスにフォガッサ・ダ・フェイラを捧げた。これを由来として、フォガセイラス祭りが催されるようになった。なお、その当時のフォガッサ・ダ・フェイラは薄い形状をしており、現在の形状になるのは18世紀になってからのこととなる。特徴的な形状は4つの塔を持つサンタ・マリア・ダ・フェイラ城を模した形状とされる。
フォガセイラス祭りでは頭にフォガッサ・ダ・フェイラを乗せた少女たち500人が、市庁舎から高台の教会までパレードを行う。